# رؤیای ما پول است
رؤیای ما پول است (انگلیسی: Apna Sapna Money Money) فیلمی هندی در سبک موزیکال است که در سال ۲۰۰۶ منتشر شد.

## بازیگران
- سلینا جایتلی
- کوئنا میترا
- جکی شروف
- سونیل شتی
- ریا سن
- انوپم کهیر